# 丁辛
丁辛，字又三，直隸武進縣（今江蘇省常州市武進區）人。明朝政治人物。

## 生平
崇禎六年（1633年）舉癸酉科應天府鄉試，崇祯十年（1637年）丁丑科进士，都察院觀政，官福建浦城縣知縣，任內增修城墻，設立義倉，刊印真德秀《大學衍義》，政績卓著。

## 家族
曾祖丁侃，廪生；祖丁輈，廪生，五次乡宾；父丁复初，广西兴安守备。